# Jivina (Vlastibořice)
Jivina je osada a místní část Vlastibořic v okrese Liberec. Jivinou prochází silnice III. třídy č. 2791 z Radimovic na Kobyly. Od Vlastibořic je osada vzdálená asi jeden kilometr.

## Historie
První písemná zmínka o vesnici pochází z roku 1497.

## Přírodní poměry
Nadmořská výška terénu dosahuje na Hrobce 412 metrů, ve vsi na odbočce cesty do Kotle 407 metrů, u trigonometrického bodu za hřbitovem náležícím ke vsi pak 398 metrů a v údolí Mohelky u Slavíkova činí nadmořská výška pouhých 292 metrů.

## Obyvatelstvo
| Rok            | 1869 | 1880 | 1890 | 1900 | 1910 | 1921 | 1930 | 1950 | 1961 | 1970 | 1980 | 1991 | 2001 | 2011 | 2021 |
| -------------- | ---- | ---- | ---- | ---- | ---- | ---- | ---- | ---- | ---- | ---- | ---- | ---- | ---- | ---- | ---- |
| Počet obyvatel | 157  | 173  | 197  | 165  | 156  | 152  | 163  | 103  | 93   | 91   | 69   | 50   | 50   | 52   | 111  |
| Počet domů     | 28   | 31   | 33   | 33   | 37   | 36   | 36   | 38   | 38   | 31   | 22   | 24   | 25   | 25   | 25   |

## Pamětihodnosti
Ve vsi je několik roubených chalup. Na obecní návsi, mimo hlavní silnici, se nachází kaple svatého Václava. Nedaleko obce u hlavní silnice směrem na Radimovice se nachází hřbitov.